# 内幌町
内幌町（ないほろちょう）は、日本の領有下において樺太に存在した町。
内幌という地名は、アイヌ語の「ナイ・ポロ」（大きな川）による。
現在は、ロシア連邦がサハリン州ゴルノザヴォーツク (Горнозаводск) として実効支配している。

## 概要
- 間宮海峡に面する炭鉱の町であった。
- 南樺太炭鉱鉄道線（本斗駅 - 内幌炭山駅18.6km）が通っていた。

## 歴史
- 1915年（大正4年）6月26日 - 「樺太ノ郡町村編制ニ関スル件」（大正4年勅令第101号）の施行により行政区画として内幌村が発足。本斗郡に所属し、真岡支庁本斗出張所が管轄。
- 1922年（大正11年）10月 - 管轄支庁が本斗支庁に変更。
- 1929年（昭和4年）7月1日 - 樺太町村制の施行により内幌村（二級町村）が発足。
- 1939年（昭和14年）11月16日 - 内幌市街で火災発生。罹災者124戸439名、死者2名、重軽傷者各1名で大通り商店街及び1条、2条通り市街が焼失。[3]
- 1941年（昭和16年）4月1日 - 町制施行して内幌町（一級町村）となる。
- 1942年（昭和17年）11月 - 管轄支庁が真岡支庁に変更。
- 1943年（昭和18年）4月1日 - 「樺太ニ施行スル法律ノ特例ニ関スル件」（大正9年勅令第124号）が廃止され、内地編入。
- 1945年（昭和20年）8月22日 - ソビエト連邦により占拠される。
- 1949年（昭和24年）6月1日 - 国家行政組織法の施行のため法的に樺太庁が廃止。同日内幌町廃止。

## 町内の地名
| - 内幌 - 内幌炭山 - 中内幌 - 下内幌 - 奥内幌 - 下内幌沢 - 上内幌沢 | - 北内幌沢 - 気主（けぬし） - 宇仁（うに） - 越内（おこしない） - 牛荷沢（うしにざわ） - 越内沢（おこしないざわ） - 椎内川第一支流殖民地（しいないがわだいいちしりゅうしょくみんち） |

（）

## 地域

### 教育
以下の学校一覧は1945年（昭和20年）4月1日現在のもの。
- 樺太公立気主国民学校
- 樺太公立内幌第一国民学校
- 樺太公立内幌第二国民学校
- 樺太公立上内幌国民学校
- 樺太公立奥内幌国民学校

## 出身者
- 田本憲吾（第6代北海道帯広市長[6]）[7]